# Henni Heidtrider
Henni Heidtrider (Namensvarianten: Heidtreiter, Henni & Heidtreiter, Henning & Heidtrider, Henning & Heitridder, Henni & Heitridder, Henning & Heitrider, Henni & Heitrider, Henning; * um 1580; † zwischen 1641 und 1656 vermutlich in Hamburg) war ein Bildhauer des Barock.

## Leben und Wirken
In der Zeit von 1611 bis 1640 ist Henni Heidtrider anhand von tradierten Werken nachgewiesen. Demnach war er zunächst in Kiel (1611–1616) und zweimal in Hamburg (1618–1626 und 1638–1640) tätig.
In Schloss Husum befanden sich seine manieristischen Pracht-Kamine, die er zwischen 1612 und 1615 anfertigte. Schlossbaurechnungen aus Kiel und Husumer Amtsrechnungen belegen, dass Henni Heidtrider mit vier Gesellen im Jahr 1613 (für 232 Taler 16 ß) in der Werkstatt des Kieler Schlosses an einem Kamin gearbeitet hat, der fertiggestellt in das Schloss zu Husum überführt und dort eingebaut wurde.
Der Todeskampf-Kamin besteht aus Alabaster und Sandstein. Es handelt sich um einen offenen Kamintyp. Zu der reichen Ausstattung mit kunstvollen Details gehören die von geflügelten Puttenköpfen geschmückten Konsolen sowie mehrere Reliefdarstellungen – beispielsweise das von Honor und Opulentia. In dem Kamingiebel sind die Wappen von Herzog Johann Adolf von Schleswig-Holstein-Gottorf (links, heraldisch rechts) und seiner Frau Augusta, Tochter von König Friedrich II. von Dänemark und Norwegen dargestellt.
Der original Todeskampfkamin (Photographien) befindet sich seit 1919 im Bode-Museum zu Berlin, nachdem er zunächst im dortigen Deutschen Museum zu sehen war. Im Husumer Schloss wurde 1992 eine Kopie des Kamins aufgestellt, dessen Erscheinungsbild anhand der Befunde der restauratorischen Untersuchungen durch den Restaurator Gottfried Grafe mit Berücksichtigung der Alterungsästhetik gefasst wurde.
Für sein Juno-Relief verwendete er 1615 die Stiche des Crispin de Passe, dem Älteren als Vorlage. Dieses Werk befand sich 1932 ebenfalls im Deutschen Museum zu Berlin.

## Werke (Auswahl)
- Todeskampf-Kamin, Schloss Husum, 1612–1615
- 4 Prunkkamine, Kieler Schloss, vor 1618
- Moses, Skulptur, Standort: Reinbek (Kreis Stormarn), Evangelische Maria-Magdalenen-Kirche, 1620

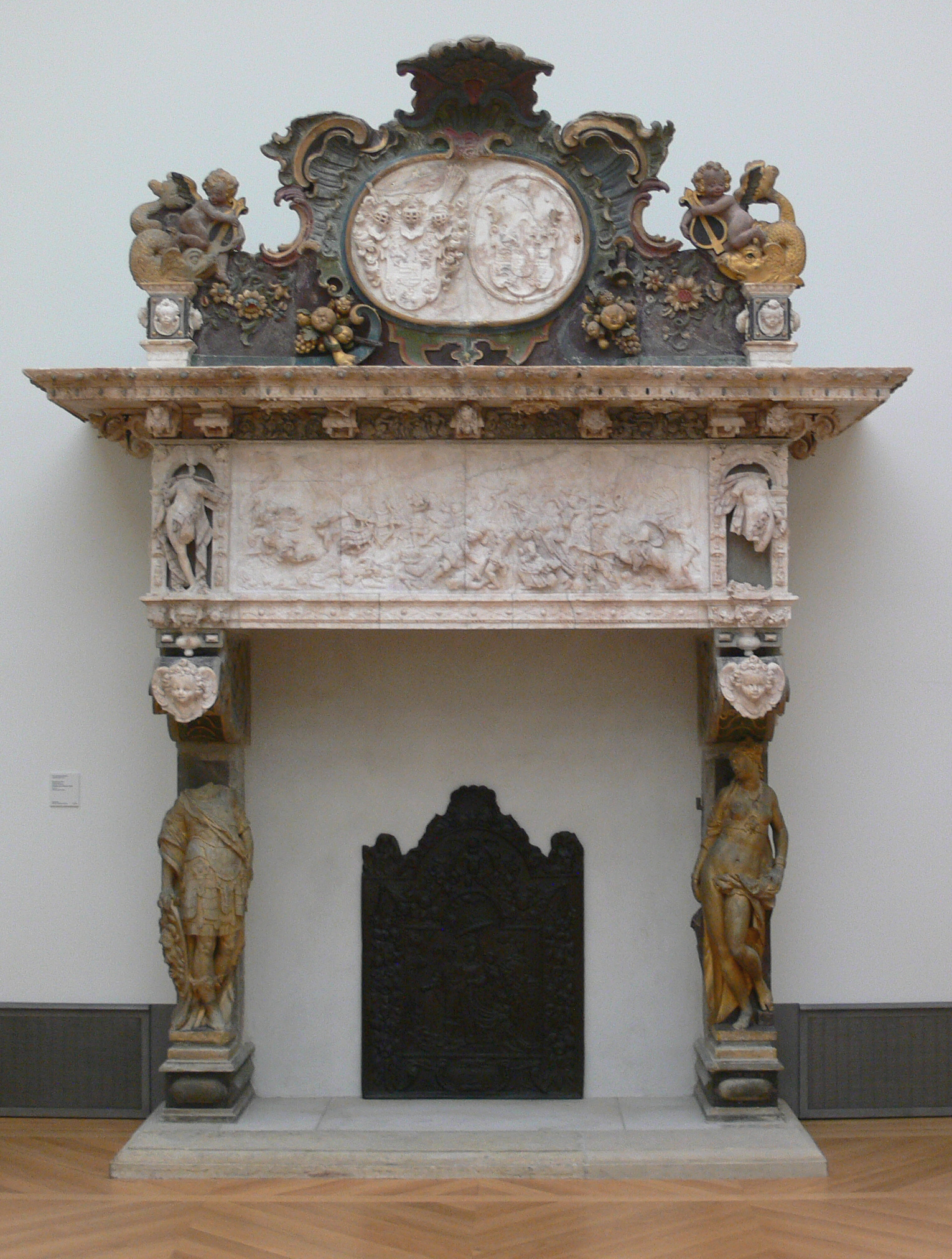
Todeskampf-Kamin aus Schloss Husum, 1612–1615.
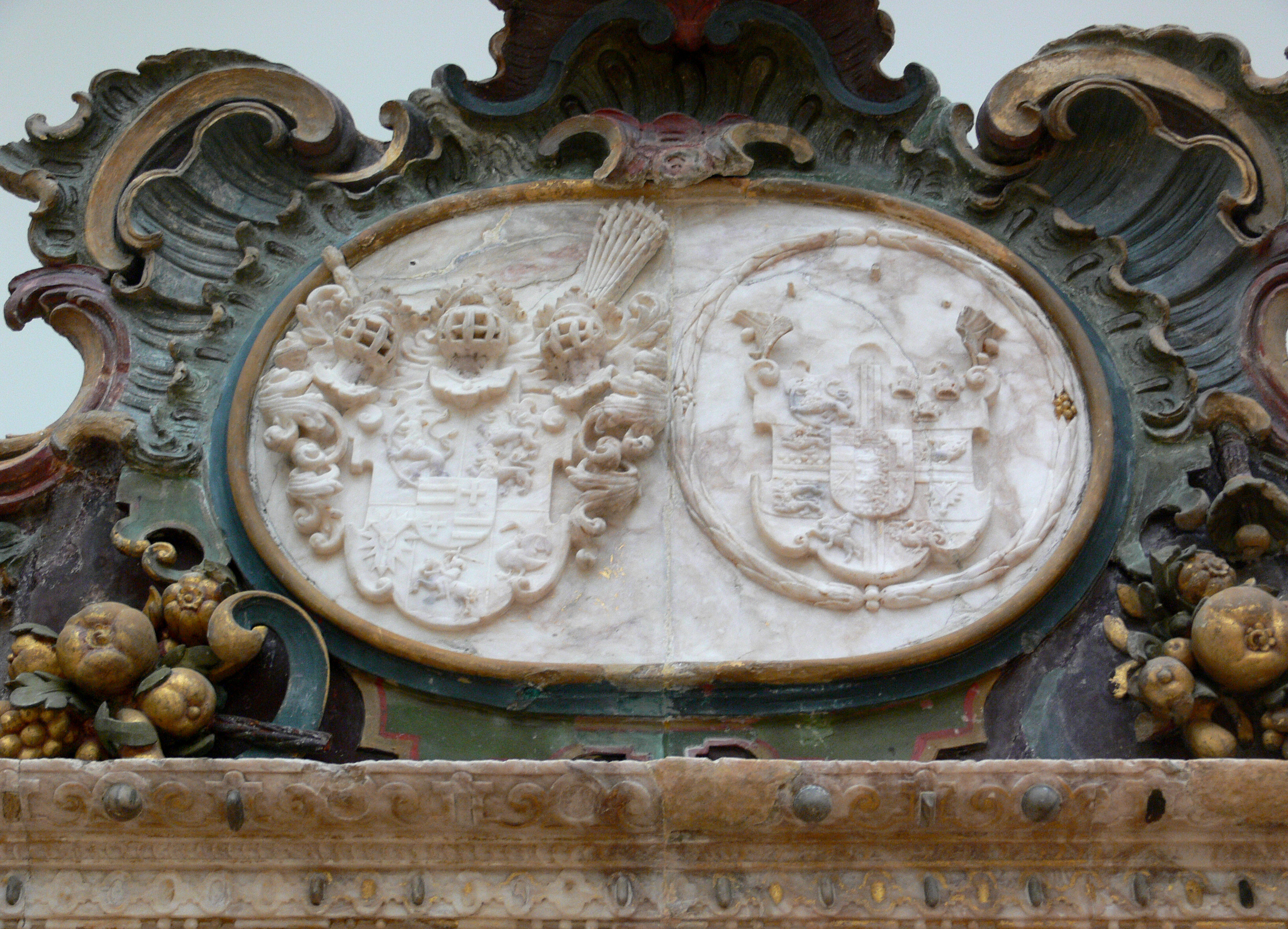
Detail: Kamin-Wappen aus Schloss Husum, 1612–1615.
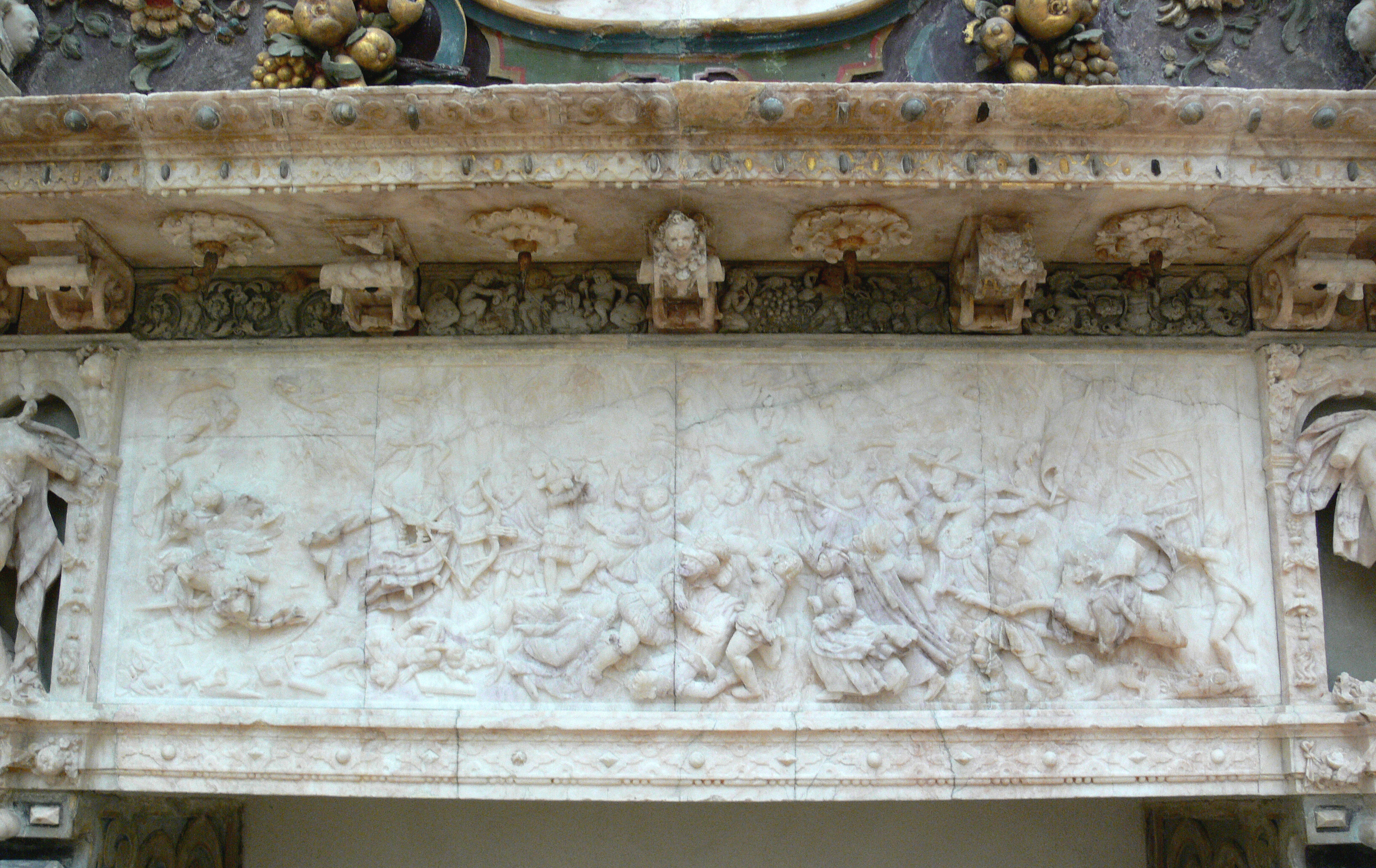
Detail: Todeskampf-Kamin aus Schloss Husum, 1612–1615.